# Rhynchoticida
Rhynchoticida is een geslacht van vliesvleugeligen uit de familie Torymidae. De wetenschappelijke naam van dit geslacht is voor het eerst geldig gepubliceerd in 1978 door Boucek.

## Soorten
Het geslacht Rhynchoticida omvat de volgende soorten:
- Rhynchoticida caudata Boucek, 1978
- Rhynchoticida frenalis Boucek, 1978
- Rhynchoticida maai Boucek, 1978
- Rhynchoticida ovivora Boucek, 1978
- Rhynchoticida tridens Boucek, 1978